# Kohlbornstein
Der Kohlbornstein ist ein 378 m ü. NHN hoher Felsgipfel in der Sächsischen Schweiz.

## Lage und Umgebung
Der Kohlbornsteig liegt südöstlich der Ortschaft Kleinhennersdorf im linkselbischen Teil der Sächsischen Schweiz. Er bildet zusammen mit den südlich gelegenen Laasensteinen (Vorderer Laasenstein 398 Meter) ein Fels- und Waldrevier. Der Kohlbornstein ist dabei der nördlichste Ausläufer dieses Gebietes, der sich reichlich 200 Höhenmeter über dem Zusammenfluss von Liethenbach und Krippenbach erhebt.

## Name
Das gesamte Gebiet von Kohlbornstein und Laasensteinen wurde ehemals auch als Koppelsberge bezeichnet, die nach Koppelsdorf benannt sind. Der seit dem 19. Jahrhundert gebräuchliche Name Kohlbornstein leitet sich vermutlich von der Quelle Kohlborn ab, welche sich am nördlichen Fuße des Kohlbornsteins befindet.

## Geologie
Der Kohlbornstein besteht aus Sandsteinen der Stufe b (Postelwitzer Schichten), die in der geologischen Zeitskala in die Stufe mittlerer Turon der Kreide eingeordnet werden. Darüber liegen Sandsteine der Stufe c3 (Schrammsteinschichten) aus dem oberen Turon, die teilweise wandbildend ausgeprägt sind.

## Wanderaufstieg
Nördlich des Kohlbornsteins verläuft der Malerweg, der Hauptwanderweg der Sächsischen Schweiz. Von hier aus ist der Aufstieg auf den Berg von Kleinhennersdorf oder Krippen aus möglich. Von Süden führt ein markierter Wanderweg von Kleingießhübel aus über die Laasensteine zum Kohlbornstein.
Der Zugang zum Gipfel ist nur von Südwesten aus möglich. Hier führt ein 1884 vom Gebirgsverein für die Sächsische Schweiz (Sektion Krippen) angelegter Weg über Stufen zum Gipfel und über den Gipfelgrat zur Aussicht am Nordosten des Felsens. In einer Felsengasse am Südwestzugang befindet sich eine nicht mehr lesbare Tafel, die an die Besteigung des Berges durch König Albert und Königin Carola im Jahr 1886 erinnert. Ebenfalls nicht mehr vorhanden ist eine hölzerne Schutzhütte, welche der Gebirgsverein am Aussichtspunkt im Nordosten errichtete.

## Aussicht
Die Aussicht vom Nordosten des Kohlbornsteins geht in westlicher Richtung vom Papststein über den Kleinhennersdorfer Stein zum Lilienstein. In nördlicher Richtung erstreckt sich das Elbtal mit den Felsen um Rathen und den Höhenzügen des Westlausitzer Hügel- und Berglandes. In Richtung Nordosten dominieren der Falkenstein und die Schrammsteine den Blick. In östlicher Richtung reicht der Blick über den Großen Winterberg, Zirkelstein und Kaiserkrone bis zum Rosenberg (Růžovský vrch) und zum Kaltenberg (Studenec).

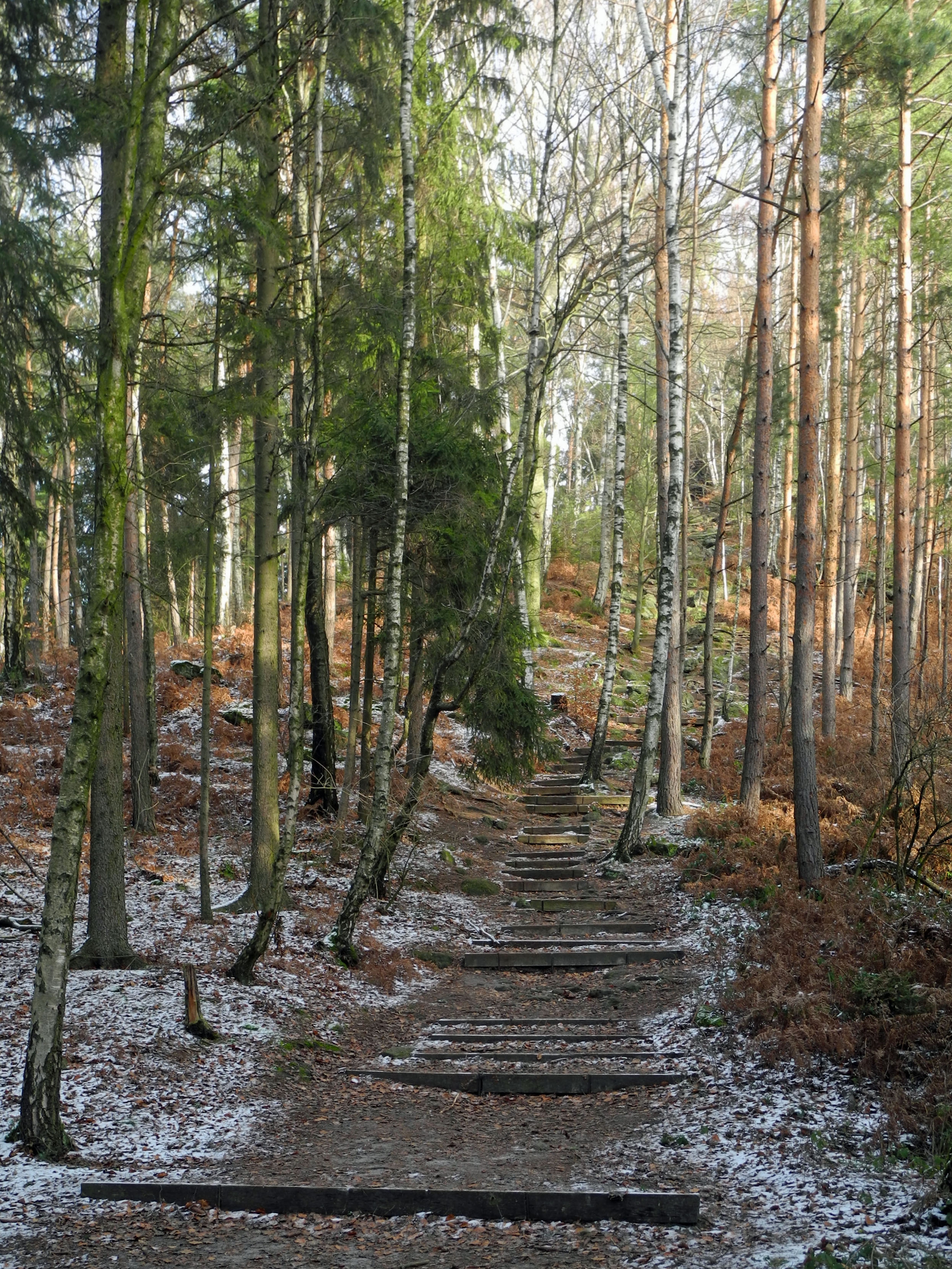
Aufstieg zum Kohlbornstein
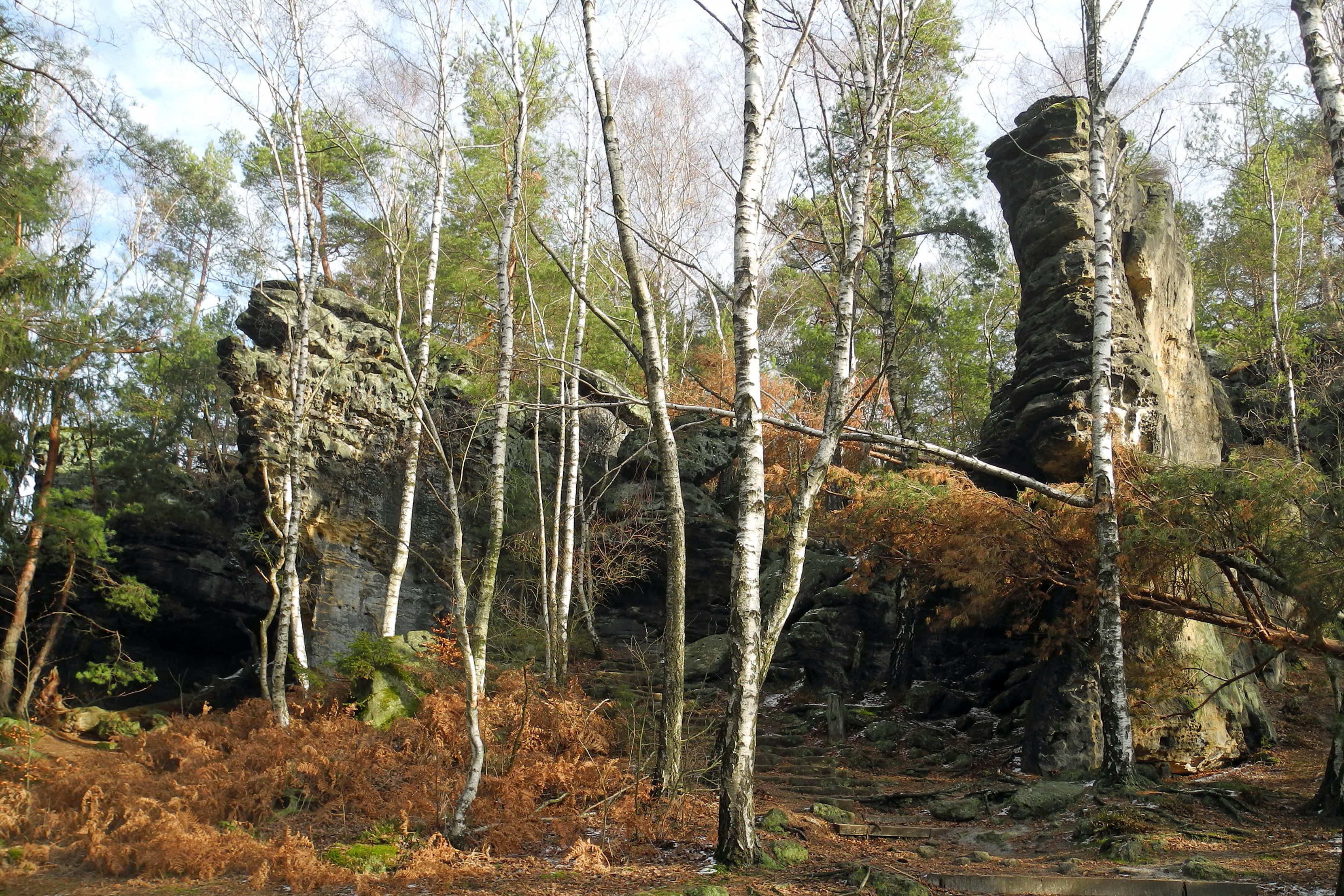
Aufstieg zum Kohlbornstein
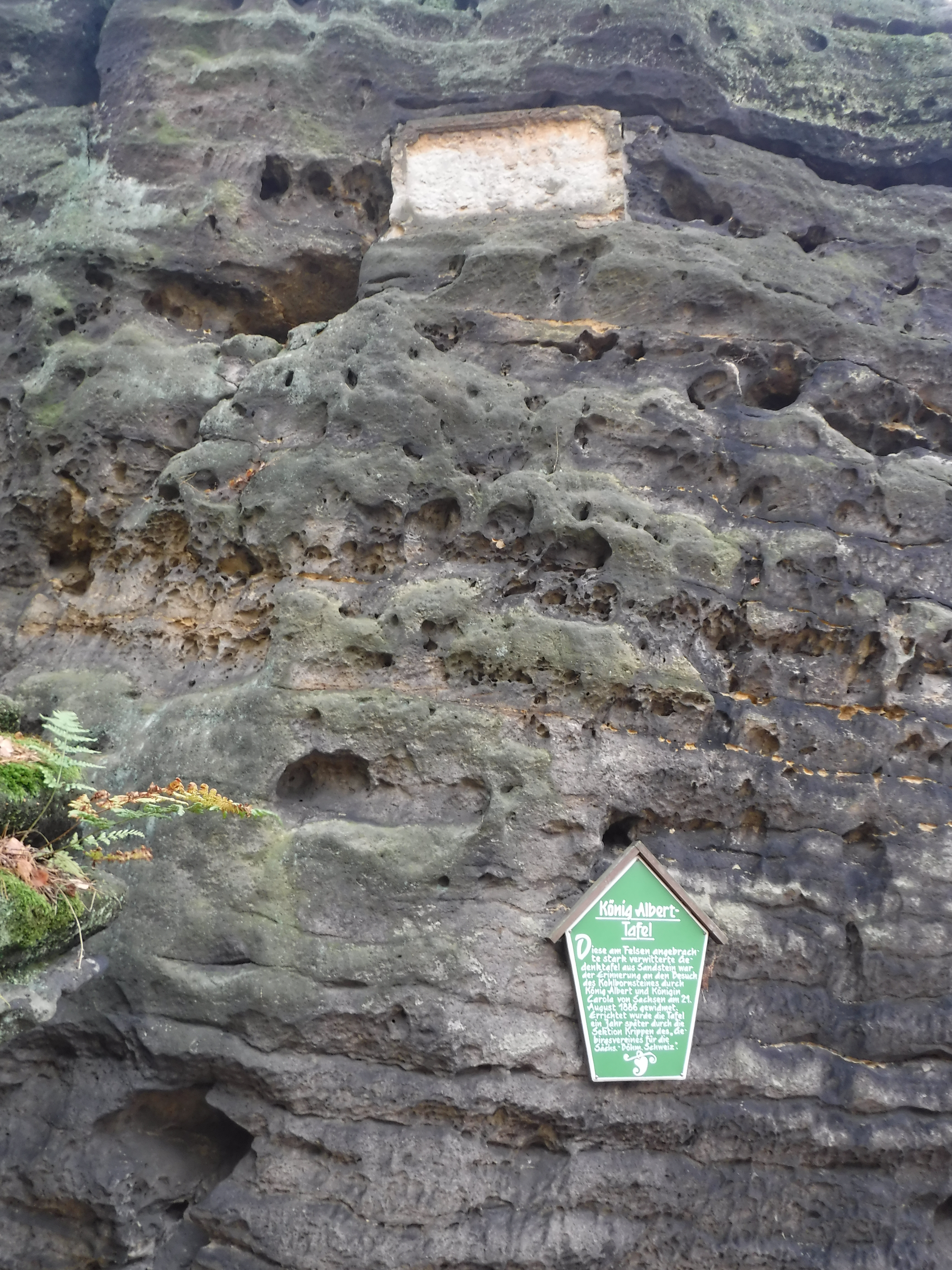
Informationstafel zur König-Albert-Tafel
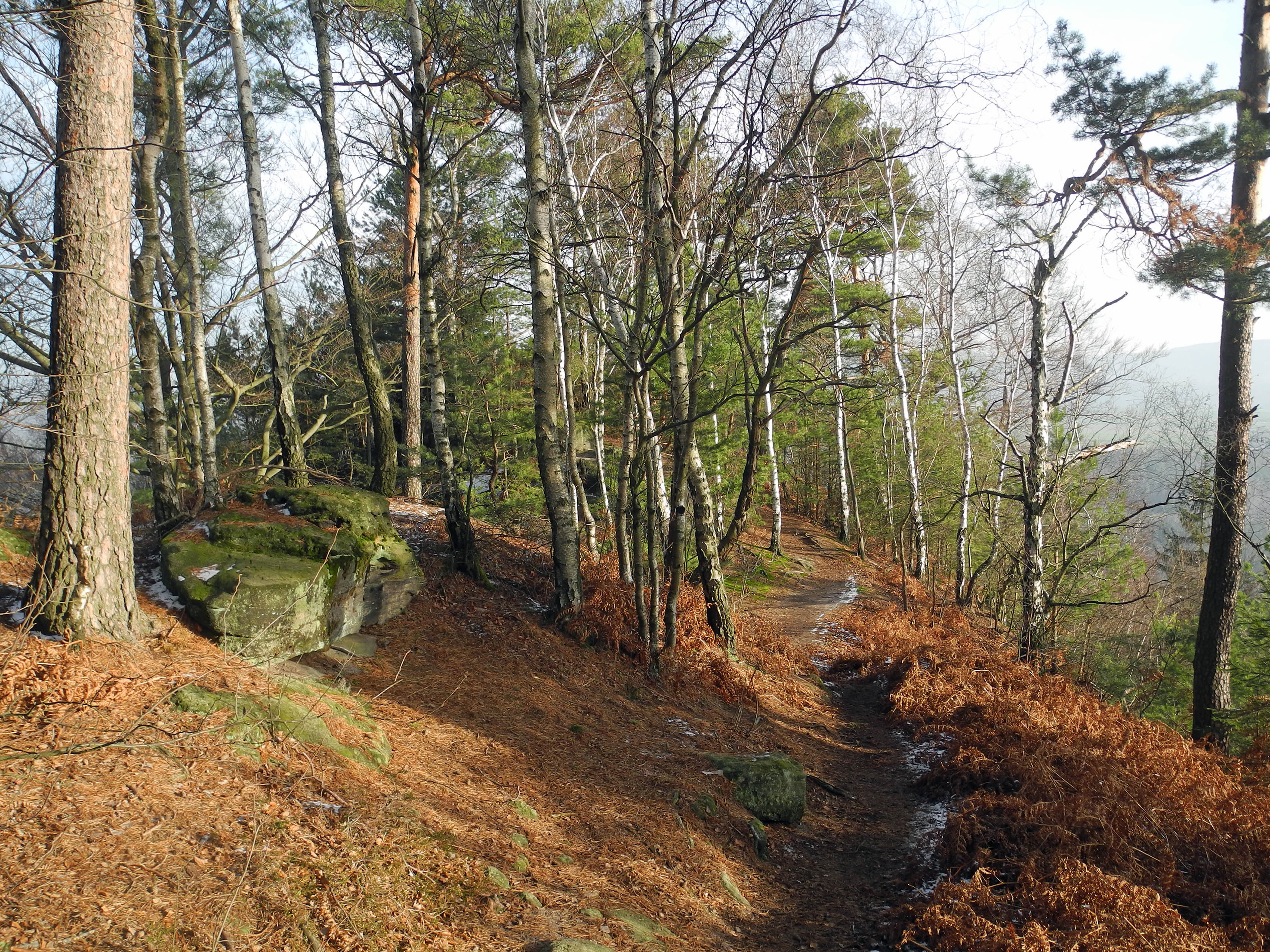
Gratweg zur Aussicht
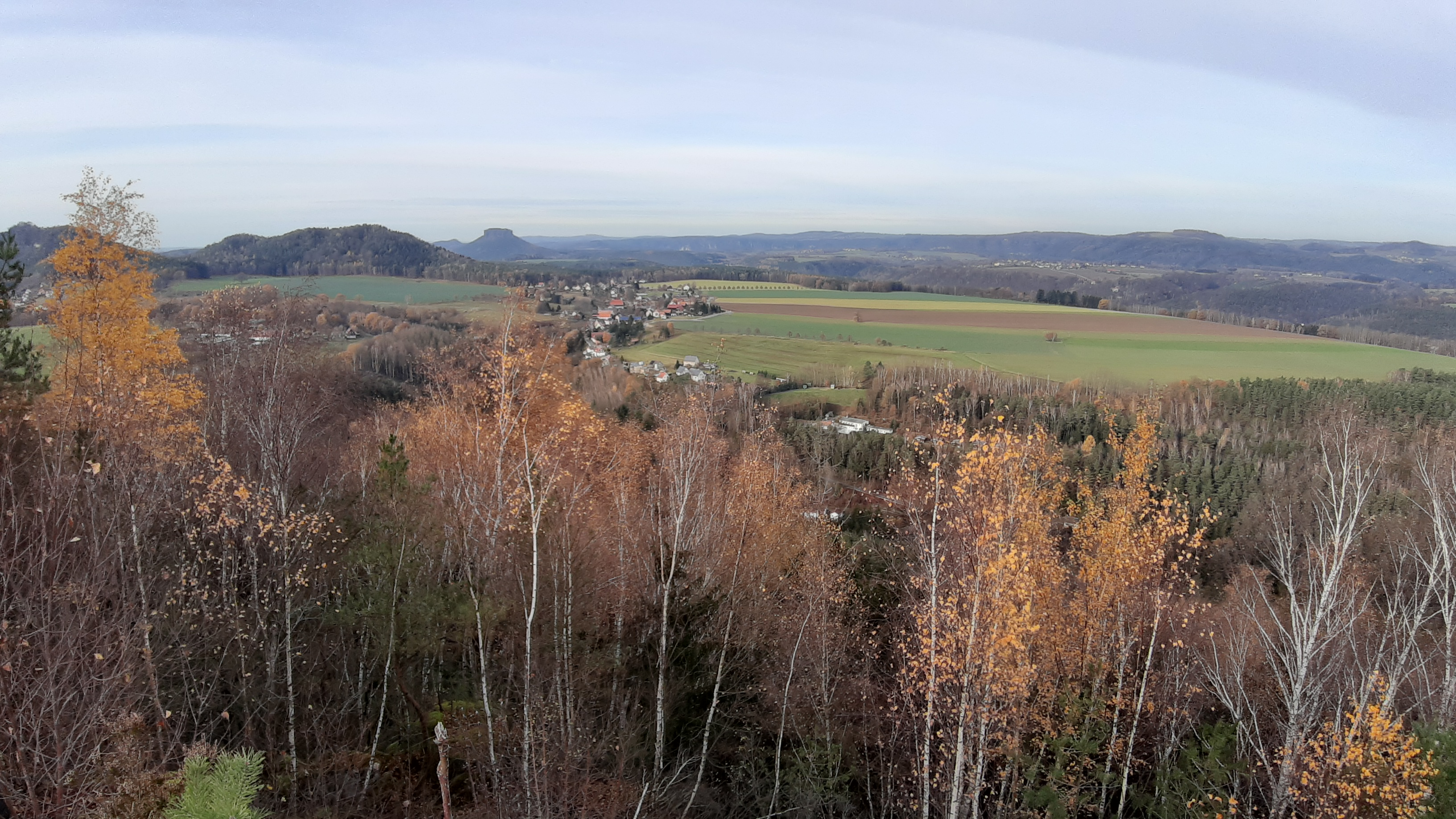
Aussicht in Richtung West-Nordwest
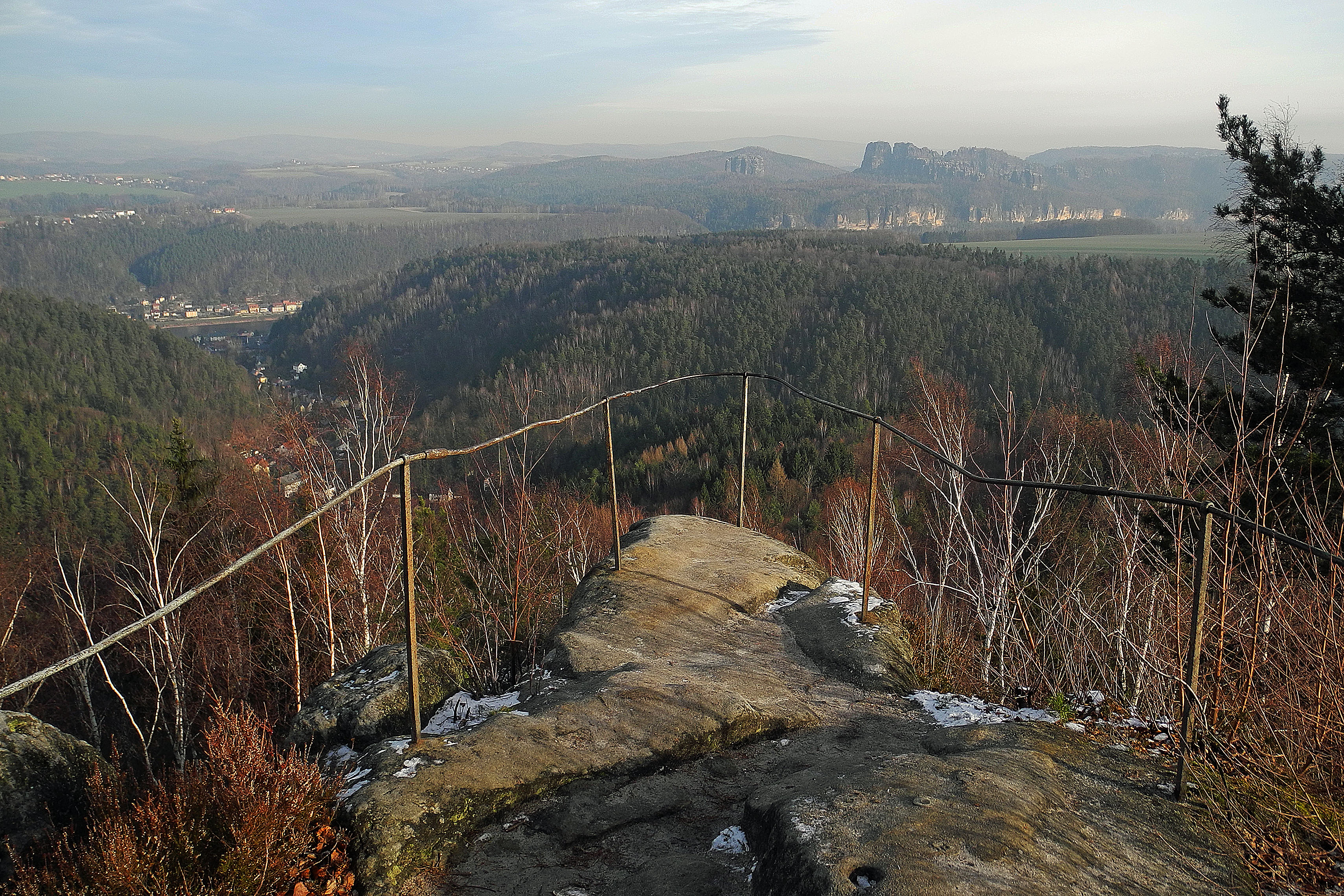
Aussicht über Krippen zum Falkenstein und zu den Schrammsteinen
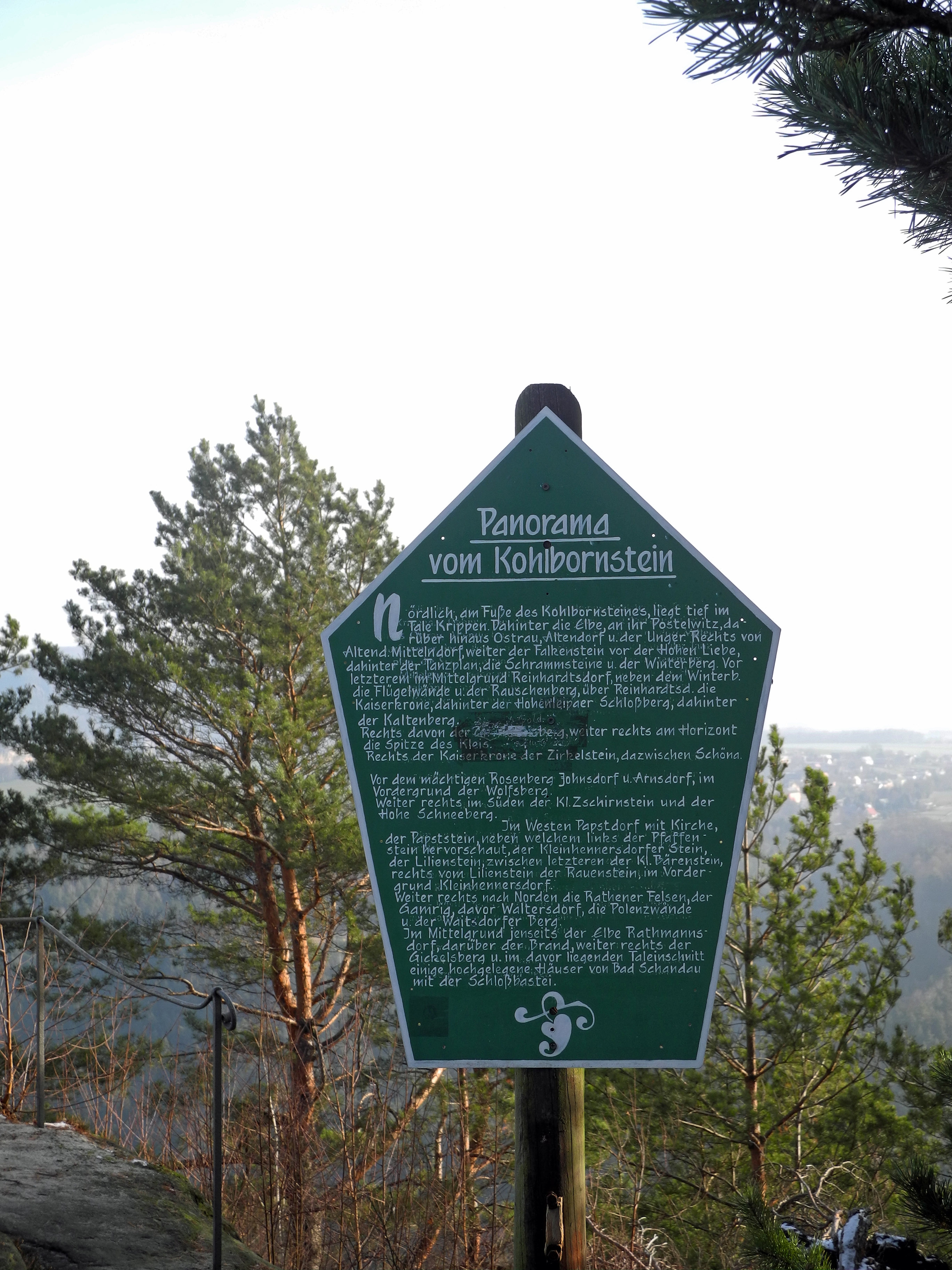
Informationstafel am Aussichtspunkt